# Suara
Suara（日语： Suara，1979年8月3日—），本名巽明子（日语：／ Tatsumi Akiko），日本女性歌手，出身於大阪府豊中市，母親出生於台灣基隆。事務所為「F.I.X. RECORDS」，唱片作品由Lantis製作及發行。詞曲作品會以本名發表。

## 概要
- 曾就讀大阪外國語大學印尼语學系。
- 2009年9月19日時在個人的網誌上公開與Elements Garden所屬的作曲家藤田淳平結婚的消息[3]。
- 2017年2月來台舉辦演唱會[4]。

## 唱片目錄

### 單曲
1. 夢想歌，2006年4月26日發售
  1. 夢想歌
    - 电视动画《传颂之物》片头曲

  2. 星想夜曲
    - 电视动画《传颂之物》印象曲

  3. 夢想歌（Instrumental）
  4. 星想夜曲（Instrumental）
2. ，2006年10月25日發售
  1. 
    - 电视动画《后天的方向》片头曲

  2. 傘
    - 电视动画《后天的方向》插曲

  3. 傘（Instrumental）
3. 一番星，2007年2月28日發售
  1. 一番星
    - OVA《ToHeart2》片头曲

  2. I am
  3. 一番星（Instrumental）
  4. I am（instrumental）
4. BLUE／蕾-blue dreams-，2007年10月24日發售
  1. BLUE
    - 电视动画《BLUE DROP》片头曲

  2. 蕾-blue dreams-
    - 电视动画《BLUE DROP》片尾曲

  3. BLUE（Instrumental）
  4. 蕾-blue dreams-（Instrumental）
5. ，2008年1月23日发售
  1. 
    - 电视动画《君吻》新片尾曲
6. ，2009年1月28日发售
  1. 
    - 电视动画《白色相簿》片尾曲
7. ，2009年4月22日发售
  1. 
    - 电视动画《花冠之淚》片头曲
8. ，2009年6月24日发售
  1. 
    - OVA《传颂之物》片头曲
9. ，2009年10月28日发售
  1. 
    - 电视动画《白色相簿》后期片尾曲
10. ，2014年1月15日發售
11. ，2015年8月26日發售
  1. 
    - 遊戲《傳頌之物 虛偽的假面》片头曲
12. ，2015年11月4日發售
  1. 
    - 电视动画《傳頌之物 虛偽的假面》片头曲

  2. 
    - 电视动画《傳頌之物 虛偽的假面》片尾曲
13. ，2016年1月27日發售
  1. 
    - 電視動畫《傳頌之物 虛偽的假面》後期片頭曲

  2. 
    - 電視動畫《傳頌之物 虛偽的假面》後期片尾曲
14. ，2016年9月21日發售
  1. 
    - 遊戲《傳頌之物 二人的白皇》主題曲
15. ，2018年4月25日發售
  1. 
    - 遊戲《傳頌之物 致逝者的搖籃曲 重製版》主題曲

  2. 
    - 遊戲《傳頌之物 致逝者的搖籃曲 重製版》片尾曲
16. ，2018年9月26日發售
  1. 
    - 遊戲《受讚頌者斬》主題曲
17. ，2018年7月3日發售
  1. 
    - 手機遊戲《傳頌之物 LOST FLAG》主題曲

### 專輯
1. ，2006年1月25日發售
2. ，2006年9月27日發售
  1. (「傳頌之物」最終ED)
3. ，2008年8月27日發售
4. ，2009年8月19日發售
5. ，2011年10月26日發售
6. ，2015年10月14日發售
Disc 1
  1. 　(「傳頌之物 虛偽的假面」OP)
  2. 　(「傳頌之物 虛偽的假面」)

Disc 2
7. ，2018年3月28日發售
8. ，2022年11月23日發售
Infinity 希望の扉

B-Side Collection

### 精选集
，2012年9月26日发售
Disc1
1. I am
2. BLUE
3. haunting melody
4. memory

Disc2
1. Free and Dream
2. adamant faith
3. MOON PHASE
4. POWDER SNOW
5. Future World

## 註解
1. ↑  . 東京ニュース通信社. 2012: 125. ISBN 978-4-86336-208-6.
2. ↑  memeonmusic. . MeMeOn Music. 2017-02-17  [2017-02-24]. （原始内容存档于2017-02-24）.
3. ↑  . Suara Official web site. F.I.X. RECORDS. 2009-09-19  [2017-02-25]. （原始内容存档于2019-02-18） （日语）.
4. ↑  . MeMeOn Music. 2017-02-21  [2017-02-24]. （原始内容存档于2017-02-24）.

## 外部連結
- Suara官方網站（页面存档备份，存于）
- Anime News Network上的Suara介紹（页面存档备份，存于）